# نورمان ويلسون (لاعب اتحاد الرغبي)
نورمان ويلسون (بالإنجليزية: Norman Wilson)‏ هو لاعب اتحاد الرغبي نيوزيلندي، ولد في 13 ديسمبر 1922 في ماسترتون ‏ في نيوزيلندا، وتوفي في 10 أكتوبر 2001 في لور هوت في نيوزيلندا.